# SAE Nr. 1 und 2
Die SAE Nr. 1 und 2 waren vierachsige Dampftriebwagen der Schleswig-Angeler Eisenbahn-Gesellschaft (SAE). Sie wurden nach dem System Rowan von Borsig (Maschinenanlage) und Herbrandt (Wagenteil) gefertigt und wurden im  Personenverkehr der Gesellschaft eingesetzt.
Mit diesen beiden Fahrzeugen wurde noch ein Gütertriebwagen an die Gesellschaft geliefert, über den keine Beschreibungen existieren.
Die Dampftriebwagen der SAE waren bis 1902 in Betrieb und wurden bis 1920 als Beiwagen weiterverwendet.

## Geschichte
Die Fahrzeuge sind eine Konstruktion von Borsig, die sich ab 1876 mit dem Bau von Dampftriebwagen befasste und 1880 die Lizenz zum Bau von Rowanwagen erwarb. Bis 1891 fertigte die Firma 85 drei- und vierachsige Wagen nach diesem Konstruktionsprinzip.
Die beiden Fahrzeuge der SAE waren bei der Waggonfabrik Herbrand in Köln-Ehrenfeld montiert worden. Nach Fertigstellung wurden sie auf Staatsbahnstrecken nach Schleswig überführt. Für die Fahrt der 607 km benötigten die Fahrzeuge rund 1,2 Tonnen Kohle.
Anfangs genügten die Dampftriebwagen und der gleichzeitig beschaffte Gütertriebwagen für das Transportaufkommen. Mit zunehmendem Verkehr kamen die Dampftriebwagen an ihre Leistungsgrenze, weshalb ab 1894 Dampflokomotiven mit Wagenzügen beschafft wurden und die Triebwagen in untergeordnete Dienste abwanderten. Außerdem befriedigten ihre Laufeigenschaften nicht, wozu der vorhandene leichte Oberbau beitrug. Dennoch erhielten sie noch eine Ausbesserung mit Einbau einer neuen Maschinenanlage.
Nachdem Lenz & Co. die Betriebsführung bei der Privatbahn übernommen hatte, wurden die Dampftriebwagen 1902/03 zu Personenwagen mit 100 Sitzplätzen umgebaut und bis 1920 eingesetzt. Ein Wagenkasten diente bis 1959 als Schuppen und wurde danach verschrottet.

## Technische Merkmale
Der Wagenkasten war nach einer Personenwagenkonstruktion aufgebaut und für die Bedürfnisse des Dampftriebwagens umgestaltet. Er bestand aus einem Abteil 3. Klasse mit 38 Sitzplätzen und einem Abteil 2. Klasse mit 16 Sitzplätzen sowie einem Post- und Gepäckraum mit einem Fassungsvermögen von 5,6 m², einem verschließbaren Raum für die Post von 1,4 m² und dem Raum für die Maschinenanlage mit einer Grundfläche von 8,7 m². Der Zugang zum Abteil 2. Klasse erfolgte durch eine seitliche Tür ungefähr in der Wagenmitte, zum Abteil 3. Klasse geb es keinen Durchgang. Die Wagen besaßen im Bereich des Post/Gepäckraumes eine große seitliche Wagentür.
Die Maschinenanlage war als zweiachsiges Drehgestell mit einem senkrecht angeordneten Stehkessel ausgebildet. Die Zylinder waren vorn leicht schräg gelagert und wirkten auf die zweite Achse des Drehgestelles. Die erste Achse wurde mit einer Kuppelstange angetrieben. Die Räder des Maschinengestelles waren mit einer Innenlagerung ausgeführt und gefedert gelagert. Die Sekundärfederung wurde mit einer Blattfeder ausgeführt. Das Laufdrehgestell war mit einer Außenlagerung ausgeführt. Für Wartungs- und Instandsetzungsarbeiten konnte das Maschinengestell vom Wagenkasten getrennt und nach vorn ausgefahren werden.